# 東チャールキヤ朝

東チャールキヤ朝

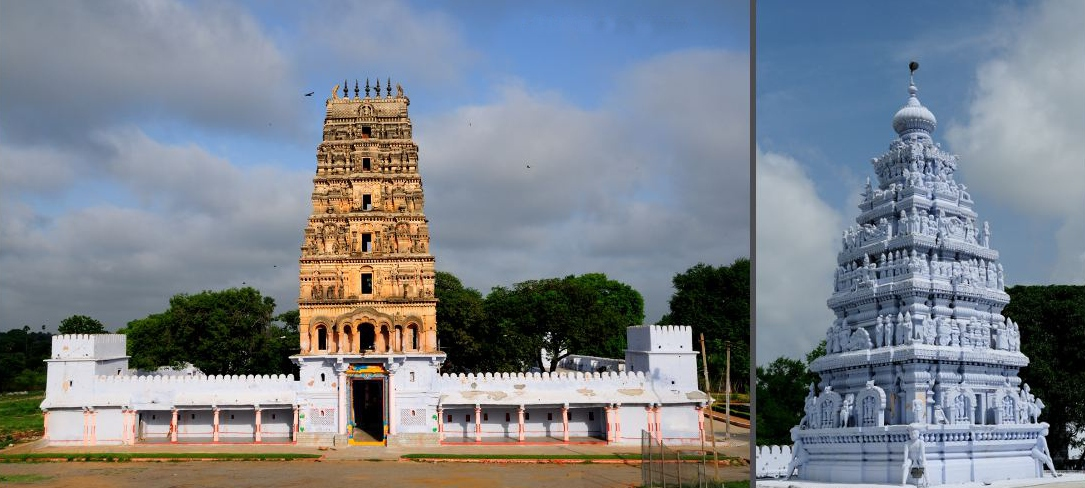
ヴェーンギーのコーダンダ・ラーマ寺院

東チャールキヤ朝（ひがしチャールキヤちょう、英語：Eastern Chalukya dynasty）とは、7世紀から11世紀（あるいは13世紀）にかけて、インド南東部のアーンドラ地方に存在したヒンドゥー王朝（624年 - 973年、1000年 - 1070年、チョーラ朝はとして1279年まで）。首都はヴェーンギー（Vengi）。

## 歴史

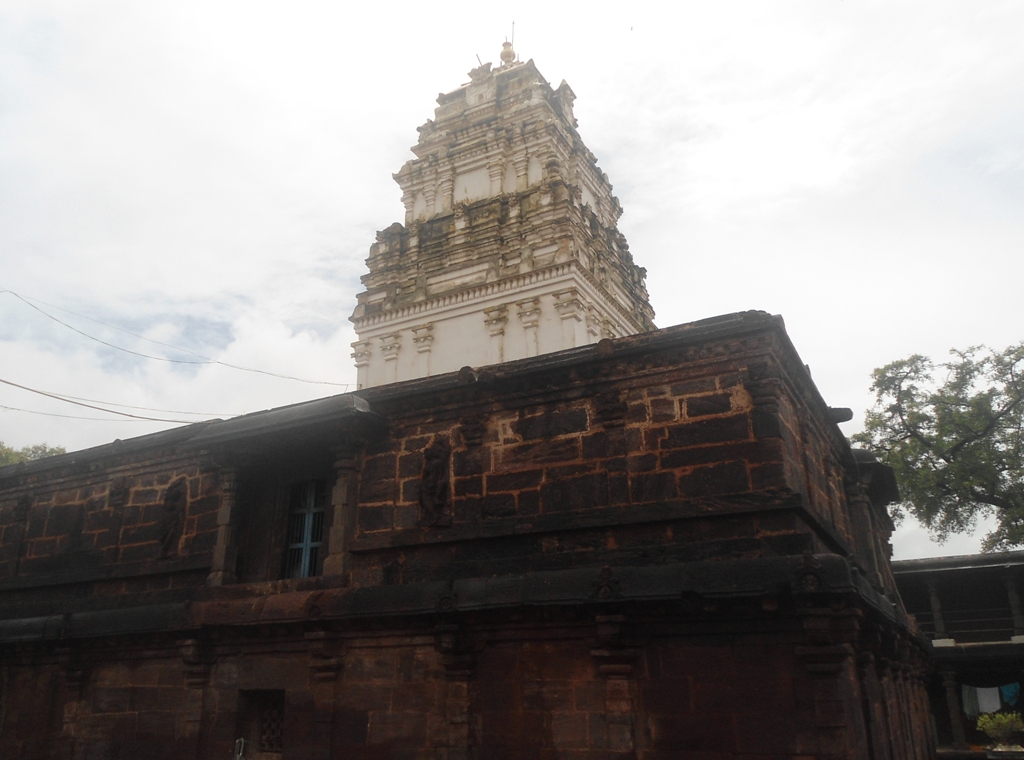
東チャールキヤ朝の王によって建てられたクマーラ・ビーマラーマ寺院（サマルコータ）

バーダーミのチャールキヤ朝（前期チャールキヤ朝）のプラケーシン2世によって、デカン東部のアーンドラ地方支配を任された王弟ヴィシュヌヴァルダナ1世（在位：624年 - 641年）が、624年にヴェーンギーを首都に独立して東チャールキヤ朝を築いた。
一方で、バーダーミのチャールキヤ朝を倒した西部デカンのラーシュトラクータ朝は、チャールキヤ家にとっては宿敵であり、ラーシュトラクータ朝にとってはヴェーンギーが東海岸へ進出し、さらに南下するための拠点となる要衝であり穀倉地帯であったことから、8世紀中頃以降から2世紀にわたって争うこととなった。
10世紀以来、王族間の争いで王朝は一時中断した（973年 - 1000年）が、のちにチョーラ朝の偉大な王ラージャラージャ1世の援助で、シャクティヴァルマン1世（在位：1000年 - 1011年）のときに再興した。
以降、東チャールキヤ王家はチョーラ朝の姻戚となり、シャクティヴァルマン1世の弟ヴィマラーディティヤ（在位：1011年 - 1018年）が、チョーラ朝のラージェーンドラ1世の妹クンダヴァーと結婚し、その息子ラージャラージャ・ナレーンドラ（在位：1018年 - 1061年）が、ラージェーンドラ1世の王女アマンガ・デーヴィーと結婚するなど、両王朝は通婚関係を深めた。
また、タミル地方のチョーラ朝にとっては、東チャールキヤ朝と婚姻関係を結んだことで、北方への通路を確保するという意図もあった。
だが、西部デカンの王朝である後期チャールキヤ朝（前期チャールキヤ朝の一族がラーシュトラクータ朝を倒して再興した王朝）は、東チャールキヤ朝の血縁関係にあることからその宗主権を主張し、両者は激しく抗争することになった。
1070年、チョーラ朝の王位が空位になったことに伴い、ラージェーンドラ2世の娘婿だったクローットゥンガ1世（在位：1070年 - 1118年）がチョーラ王も兼任することとなった。
以後、東チャールキヤ王家はチョーラ朝と一体となり、1279年にチョーラ朝がパーンディヤ朝に滅ぼされるまで続くことになる。
なお、これにより旧東チャールキヤ領は、チョーラ朝の支配するところとなったが、後期チャールキヤ朝も東チャールキヤ朝と同様に血縁関係があったことから、東チャールキヤ朝の領土を狙い、この地の支配権をめぐって長い争いが始まることとなった。